# Minette Walters
Pour les articles homonymes, voir Walters.
Minette Walters, née Minette Caroline Mary Jebb le 26 septembre 1949 à Bishop's Stortford dans le comté d'Hertfordshire, est une romancière anglaise, auteur de romans policiers.

## Biographie
Elle naît à Bishop's Stortford et suit pendant les dix premières années de sa vie les mutations de son père militaire de carrière en Angleterre. Après le décès de celui-ci, elle habite et étudie à Reading puis à Salisbury avant d'intégrer l'université de Durham.
Elle travaille comme rédactrice et éditrice pour différents magazines et complète ses revenus en écrivant des histoires courtes et des séries pour la presse. Elle publie un premier roman en 1992 intitulé The Ice House qui est un succès critique et commercial et qui lance sa carrière. Ses écrits lui valent plusieurs récompenses littéraires, comme le Prix Edgar-Allan-Poe du meilleur roman en 1994 pour The Sculptress ou le Gold Dagger Award en 1994 pour The Scold's Bridle et en 2003 pour Fox Evil.
Cinq de ses romans ont été adaptés à la télévision par la BBC à la fin des années 1990.
Son oeuvre fait notamment l'objet d'un essai, Minette Walters and the Meaning of Justice: Essays on the Crime Novels par Mary Hadley et Sarah D. Fogle, publié en 2002. 
En 2009, elle participe à l'émission télévisée britannique Murder Most Famous. En 2017, après une pause de 10 ans, elle quitte le roman policier et publie son premier roman historique sur le thème de la peste noire.

## Œuvre

### Romans
- The Ice House (1992) Publié en français sous le titre Chambre froide, traduction de Philippe Bonnet, Paris, Stock, 1993, réédition, Paris, Pocket no 3629, 1994.
- The Sculptress (1993) Publié en français sous le titre Cuisine sanglante, traduction de Philippe Bonnet, Paris, Stock, 1994, réédition, Paris, Pocket no 10007, 1995.
- The Scold's Bridle (1994) Publié en français sous le titre La Muselière, traduction de Philippe Bonnet, Paris, Stock, 1995, réédition, Paris, Pocket no 4483, 1996.
- The Dark Room (1995) Publié en français sous le titre Lumière noire, traduction de Philippe Bonnet, Paris, Stock, 1996, réédition, Paris, Pocket no 10261, 1997.
- The Echo (1997) Publié en français sous le titre Résonances, traduction de Philippe Bonnet, Paris, Stock, 1997, réédition, Paris, Pocket no 10497, 1998.
- The Breaker (1998) Publié en français sous le titre Lame de fond, traduction de Philippe Bonnet, Paris, Stock, 1996, réédition, Paris, Pocket, 2011.
- The Tinder Box (1999) Publié en français sous le titre Ni chaud ni froid, traduction de Philippe Bonnet, Paris, Stock, 2000, réédition, Paris, Pocket no 10859, 2001.
- The Shape of Snakes (2000) Publié en français sous le titre Un serpent dans l'ombre, traduction de Philippe Bonnet, Paris, Stock, 2001, réédition, Paris, Pocket no 11296, 2002.
- Acid Row (2001) Publié en français sous le titre Intime Pulsion, traduction de Philippe Bonnet, Paris, Stock, 2002, réédition, Paris, Pocket no 11927, 2004.
- Fox Evil (2002) Publié en français sous le titre Le Sang du renard, traduction d'Odile Demange, Paris, R. Laffont, 2004, réédition, Paris, Pocket no 12502, 2005.
- Disordered Minds (2003) Publié en français sous le titre La Disparue de Collinton Park, traduction d'Odile Demange, Paris, R. Laffont, 2005, réédition, Paris, Pocket no 12933, 2006.
- The Devil's Feather (2005) Publié en français sous le titre Les Démons de Barton House, traduction d'Odile Demange, Paris, R. Laffont, 2006, réédition, Paris, Pocket no 13281, 2007.
- Chickenfeed (2006)  Publié en français sous le titre Meurtre à Blackness Road.
- The Chameleon's Shadow (2007) Publié en français sous le titre L'Ombre du caméléon, traduction de Nathalie Gouyé-Guilbert, Paris, R. Laffont, 2008, réédition, Paris, Pocket no 13946, 2009.
- A Dreadful Murder (2013).
- The Cellar(2015) Publié en français sous le titre Dans la cave.
- The Last Hours (2017) Publié en français sous le titre Les Dernières Heures.
- The Turn of Midnight (2018) Publié en français sous le titre Au tournant de minuit, Paris, Pocket 2022.
- The Swift and the Harrier (2022)
- The Players (2025)

## Filmographie

### À la télévision
- 1996 : The Sculptress, téléfilm britannique réalisé par Stuart Orme d'après le roman éponyme, avec Pauline Quirke et Caroline Goodall.
- 1997 : The Ice House, téléfilm britannique réalisé par Tim Fywell d'après le roman éponyme, avec Daniel Craig, Frances Barber et Corin Redgrave.
- 1998 : The Scold's Bridle, téléfilm britannique réalisé par David Thacker d'après le roman éponyme, avec Miranda Richardson, Siân Phillips, Virginia McKenna et Trudie Styler.
- 1998 : The Echo, téléfilm britannique réalisé par Diarmuid Lawrence d'après le roman éponyme, avec Clive Owen, Anton Lesser et Joely Richardson.
- 1998 : The Dark Room, téléfilm britannique réalisé par Graham Theakston d'après le roman éponyme, avec Dervla Kirwan et James Wilby.

## Prix et distinctions notables
- Prix Edgar-Allan-Poe 1994 du meilleur roman pour The Sculptress.
- Prix Macavity 1994 du meilleur roman pour The Sculptress.
- Gold Dagger Award 1994 pour The Scold's Bridle.
- Nomination au Gold Dagger Award 1995 pour The Dark Room.
- Nomination au Gold Dagger Award 2002 pour Acid Row.
- Prix Palle-Rosenkrantz 2002 pour Acid Row.
- Gold Dagger Award 2003 pour Fox Evil.